# Trachypithecus pileatus tenebricus
Trachypithecus pileatus tenebricus é uma das 4 subespécies de Trachypithecus pileatus.

## Estado de conservação
Esta subespécie está listada como em perigo, porque sua população é estimada em menos de 600 indivíduos maduros e continua experimentando um declíneo contínuo.